# Miriquidica leucophaeoides
Miriquidica leucophaeoides är en lavart som först beskrevs av William Nylander och som fick sitt nu gällande namn av Hannes Hertel och M.P.Andreev. 
Miriquidica leucophaeoides ingår i släktet Miriquidica och familjen Lecanoraceae. Enligt den finländska rödlistan är arten nära hotad i Finland. Arten är reproducerande i Sverige. Artens livsmiljö är klippor (inklusive flyttblock).